# Stanisław Olesiejuk

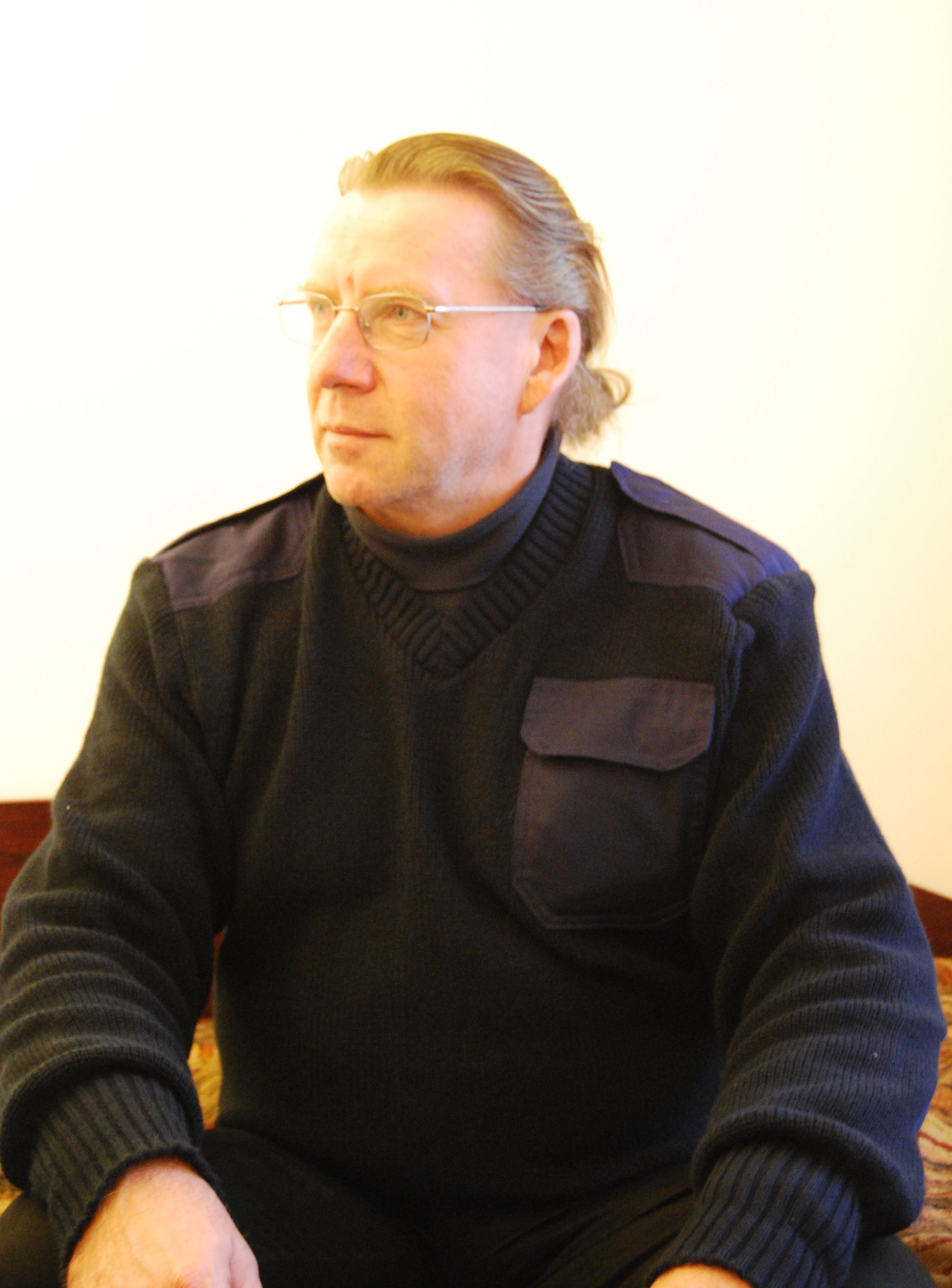
Stanisław Olesiejuk (2009)

Stanisław Olesiejuk (* 17. November 1956 in Międzyrzec Podlaski, Polen) ist ein polnischer Maler, Zeichner und Lehrer.

## Leben
Stanisław Olesiejuk besuchte zunächst das Kunstlyteum in Lublin und studierte anschließend am Kunstinstitut Instytut Wychowania Artystycznego UMCS in Lublin. 1983 erwarb er ein Diplom in Malerei bei Marian Stelmasik. An 1989 arbeitete er als Lehrer an verschiedenen Oberschulen in Gdynia. Zunächst unterrichtete er Kunst und leitete ab 1991 auch die obligatorischen Kurse zum Verteidigungstraining. Außerdem unterrichtete er das Fach „kulturelles Wissen“. 2001 schloss er ein Aufbaustudium an der Marineakademie der Helden der Westerplatte in Gdynia ab und zwei Jahre später ein weiteres Aufbaustudium an der Pommerschen Pädagogischen Akademie in Stolp.
Bis 2023 stellte er seine Arbeiten aus den Bereichen Malerei und Grafik in 87 Einzelausstellungen aus und war an mehr als 200 Gruppenausstellungen beteiligt.

## Einzelausstellungen
- 1976 – Klub studencki UMCS "Piwnica", Lublin
- 1980 – Klub Książki i Prasy "Masza", Lublin
- 1980 – Instytut Artystyczny, Lublin
- 1980 – BWA, Lublin
- 1980 – KMPiK, Lublin
- 1980 – Filharmonia Lubelska, Lublin
- 1983 – MOK, Biała Podlaska
- 1983 – "Czasy", kościół św. Antoniego, Biała Podlaska
- 1984 – MOK, Radzyń Podlaski, Terespol
- 1984 – DKK, Małaszewicze
- 1984 – Galeria "Desa", Biała Podlaska
- 1985 – KMPiK, Gdynia
- 1985 – BWA, Łomża
- 1987 – Galeria "M", Gdańsk
- 1988 – KMPiK, Sopot
- 1988 – Galeria kościoła NSJP, Gdynia
- 1989 – "W Hołdzie Starożytności", Galeria Promocyjna BWA, Sopot
- 1990 – "Czas Apokalipsy", KMPiK, Sopot
- 1990 – Klub "Remus", Gdynia Cisowa
- 1990 – BWA, Sopot
- 1991 – Galeria Sztuki Współczesnej, Zamość
- 1991 – BWA, Biała Podlaska
- 1992 – "Człowiek, czas, przestrzeń", Muzeum Narodowe, Gdańsk (Oddział Sztuki Współczesnej)
- 1993 – "Ziemia", Galeria "Cyganeria", Gdynia
- 1994 – Fundacja Galeria na Prowincji, Trybunał Koronny, Lublin
- 1996 – "Wędrówki duszy", Centrum Europejskie Spotkania – Zamek Krokowa
- 1997 – "W stronę Galaktyki", Galeria Podlaska, Biała Podlaska
- 1997 – "Od Altamiry do Współczesności", Mała Galeria, Gdańsk
- 1998 – "Przestrzeń mistyczna", Galeria Podlaska, Biała Podlaska
- 2000 – "Życie jest chwilą wieczności", Towarzystwo Przyjaciół Sopotu, Dworek Sierakowskich, Sopot
- 2000 – Mała Galeria WBP, Gdańsk
- 2000 – Noc włóczęgów, poetów i bardów, Klub Studencki WSM "Bukszpryt", Gdynia
- 2001 – Małopolskie Biuro Wystaw Artystycznych, Olkusz
- 2001 – Małopolskie Biuro Wystaw Artystycznych, Nowy Sącz
- 2001 – "13", Cafe Variete, Kościół NMBR, Gdynia Demptowo
- 2002 – "Ziggurat", Mała Galeria WBP, Gdańsk
- 2002 – "Obszary nieskończoności", Galeria Na Piętrze, Koszalin
- 2002 – "Ars magna sciendi", Art Gallery '78, Gdynia
- 2003 – "Sięgając gwiazd", Ośrodek Ministerstwa Finansów, Jastrzębia Góra
- 2003 – "Metafizyka rysunku", Muzeum Pomorza Środkowego, Spichlerz Richtera, Słupsk
- 2003 – Wystawa autorska stało-zmienna, Biblioteka IV LO, Gdynia
- 2004 – "Wolbórz – magia miejsca", Mała Galeria WiMBP, Gdańsk
- 2004 – "Geometria kosmosu", Muzeum Pomorza Środkowego, Spichlerz Richtera, Słupsk
- 2005 – 5-lecie TUL, Pruszcz Gdański
- 2005 – Malarstwo, V L.O., Gdynia
- 2005 – "Konstrukcja metafizyczna", Muzeum Narodowe, Gdańsk (Oddział Sztuki Współczesnej – Galeria Promocyjna)
- 2009 – XXI, Mała Galeria Wojewódzkiej i Miejskiej Biblioteki Publicznej, Gdańsk (Jubileuszowa wystawa malarstwa olejnego)
- 2009 – Stanisław Olesiejuk – Metamorfozy, Druskienniki  "Gdykla", Litauen.
- 2010 – Stanisław Olesiejuk – rysunek / Zbigniew Wąsiel – rzeźba, Galeria ZPAP, Gdańsk[3]
- 2010 – "Elvi – w hołdzie konstruktywizmowi", jubileuszowa wystawa malarstwa w Galerii ZPAP,  Gdańsk
- 2010 – Retrospektywna wystawa z promocją albumu "Stanisław Olesiejuk" Elwiry Worzały, Muzeum Miasta Gdyni
- 2010 – "Ilustracje", Grand Spa, Druskienniki, Litwa
- 2010 – "Miniatury i struktury", Galeria GTPS "Punkt", Gdańsk
- 2010 – Malarstwo Stanisława Olesiejuka w Filharmonii Bałtyckiej, Gdańsk, Ołowianka
- 2011 – "Światło, forma, faktura, rysunki, pastele" – rysunek i malarstwo Stanisława Olesiejuka in der Galeria Podlaskiej, Biała Podlaska
- 2011 – "Perły Gdyni" – wystawa pasteli i rysunków połączona z promocją albumu Elwiry Worzały "Perły Gdyni" im Muzeum Miasta Gdyni, Gdynia
- 2012 – "To jest Polska właśnie...", Galeria "PUNKT",Gdańskie Towarzystwo Przyjaciół Sztuki, Gdańsk
- 2012 – „Treny – interpretacje artystyczne“ Jan Kochanowski – Stanisław Olesiejuk, Galeria "PUNKT", Gdańskie Towarzystwo Przyjaciół Sztuki
- 2013 – „Symfonie Galaktyk...“, Galeria ZPAP, Gdańsk
- 2023 – „Klisze pamięci”, Galeria Gdyńskiego Centrum Filmowego